# 中華民國專用公路
中華民國專用公路（英文譯名：Exclusive Highway）乃依據中華民國公路法第二條規定，指各公私機構申請公路主管機關核准興建，專供其本身運輸之道路。共35條（含支線），總長度407.75公里（2020年6月資料）。

## 編號
早期專用公路名稱以起終點稱呼之，無編號。1976年，公報記錄上首見X專N線的編號制度，便沿用至今。

### 主線編號
專用公路編號分為漢字與數字兩部份：其中漢字佔二至三碼，分別標示縣市簡稱和「專」字，如：宜專1線。專用公路跨越兩縣市以上者，則依序加入其所經過的縣市簡稱，如：嘉南專2線。

### 支線編號
將該專用公路支線起點所連接之專用公路主線編號置於前，後以「-」符號連接依阿拉伯數字排序的支線編號，如：嘉專1-1線（此線亦為唯一一條專用公路支線）。

## 專用公路列表
本列表依交通部公路局於2020年在政府資料開放平臺上傳之資料整理。
| 編號      | 路線名稱               | 里程   | 別稱                        | 備註                                                             |
| --------- | ---------------------- | ------ | --------------------------- | ---------------------------------------------------------------- |
| 桃專1線   | 打鐵坑－二坪           | 3.234  | 環湖公路                    |                                                                  |
| 桃專2線   | 三林－打鐵坑           | 1.772  | 民族路                      |                                                                  |
| 桃專3線   | 坪林－二坪             | 3.144  | 後池堰環狀道路              |                                                                  |
| 竹專1線   | 玉山－赤科山           | 3.95   | 亞泥礦場道路                | 前段與新竹縣鄉道竹30-1線路線重疊                                 |
| 竹專2線   | 清泉－鹿場             | 4.15   | 大鹿林道                    | 今 縣道122號的一部分與大鹿林道的一部分                           |
| 中專1線   | 東勢－大雪山           | 78     | 大雪山林道（大雪山200林道） | 全台最長專用公路（目前開放通行至56.1K）                          |
| 中專3線   | 210林道                | 21.7   | 船型山林道（大雪山210林道） | 目前開放通行至5.7K                                               |
| 中專4線   | 220林道                | 22     | 平石山林道（大雪山220林道） | 目前開放通行至1.4K                                               |
| 中苗專5線 | 230林道                | 29     | 西勢山林道（大雪山230林道） | 目前開放通行至9K                                                 |
| 中專6線   | 240林道                | 5.78   | 小雪山林道（大雪山240林道） | 目前開放通行至2.5K                                               |
| 中專7線   | 烏石坑－第六苗圃       | 6.6    | 烏石坑林道（大雪山530林道） |                                                                  |
| 投專3線   | 筍子林－鹿子坑         | 5.072  | 鹿山路                      |                                                                  |
| 投專4線   | 合流坪－丹大           | 37     | 丹大林道                    |                                                                  |
| 投專5線   | 郡溪口－郡坑溪         | 2.258  | 三十甲產業道路              |                                                                  |
| 投專6線   | 溪頭－愛國村           | 11.232 | 鳳凰林道                    |                                                                  |
| 投專7線   | 鳳凰山－筆石           | 8.263  | 油杉崙林道                  |                                                                  |
| 投專8線   | 羅娜－鹿屈山           | 11.285 | 亞杉坪林道                  |                                                                  |
| 投專9線   | 桐子林－同富山         | 15.073 | 沙里仙溪林道                |                                                                  |
| 投專10線  | 瑪羅伊－奧萬大         | 9.171  | 奧萬大聯外道路              |                                                                  |
| 嘉專1線   | 阿里山－祝山           | 4.667  | 祝山林道                    |                                                                  |
| 嘉專1-1線 | 阿里山火車站－管制站   | 0.936  | 阿里山旅館區環形公路        |                                                                  |
| 嘉南專2線 | 風吹嶺－照興           | 15.609 | 曾庫公路                    |                                                                  |
| 高專1線   | 澄清湖－環湖路口       | 4.16   | 澄清湖環湖公路              |                                                                  |
| 高專2線   | 崎漏－竹滬             | 4.923  |                             |                                                                  |
| 屏專1線   | 枋山－國際電台         | 2.253  | 枋山電台聯外道路            |                                                                  |
| 屏專2線   | 墾丁－墾丁公園         | 3.94   | 公園路                      | 1961年納編為屏164線；1978年升編為台24甲線；1994年降編為屏專2線。 |
| 屏專5線   | 禮納禮部落－舊瑪家國小 | 8      |                             | 曾為屏35線                                                       |
| 屏專6線   | 大社部落－德文部落     | 5.64   | 德大道路                    | 曾為屏31線                                                       |
| 宜專1線   | 家源橋－太平山         | 25.296 | 太平山公路                  |                                                                  |
| 花專1線   | 清水電廠－揚清橋       | 3.15   | 清水發電廠道路              |                                                                  |
| 花專2線   | 鳳林－中原農場         | 2.95   |                             |                                                                  |
| 花專3線   | 大興－農場             | 3      | 農場路                      | 2024年納編為花蓮縣鄉道花84線，路線完全重疊                       |
| 東專1線   | 林班－紅石             | 16.206 | 紅石林道                    |                                                                  |
| 東專2線   | 林班－武陵             | 16.54  | 武陵林道                    |                                                                  |
| 東專3線   | 林場－建崗             | 11.8   | 知本林道                    |                                                                  |

## 歷史
專用公路於1960年（民國49年）公路法頒布產生，1962年僅有二線（石門水庫公路、大雪山公路）共。1963年登記之專用公路計13線共117.684km：
1. 興隆 - 指南宮線
2. 金瓜石 - 水湳洞線
3. 苦力寮 - 圳寮線
4. 深窩 - 大坪線
5. 藤坪 - 玻璃砂場線
6. 玉山 - 赤柯山線
7. 清泉 - 鹿場線
8. 尖石 - 錦屏線
9. 東勢 - 大雪山線
10. 車輄寮 - 溪頭線
11. 大貝湖環湖線
12. 銅門 - 文蘭線
13. 林斑 - 紅石線

1966年將東勢－大雪山線延長至78公里，新增8條新線使總里程達281公里。：
1. 達觀 - 泰安線
2. 230林道線
3. 達見下線
4. 青山電廠線
5. 210林道線
6. 220林道線
7. 240林道線
8. 苗圃 - 丹大線

1967年延長220林道線與230林道線，同時並新增10條新線，總里程達336.9公里。：
1. 水流東 - 秀水窩線
2. 嶺頭 - 營地線
3. 上林村 - 打鐵坑線
4. 十一份 - 石管局線
5. 石管局 - 大坪線
6. 打鐵坑 - 二坪線
7. 坪林 - 二坪線
8. 枋山 - 國際電臺線
9. 林班 - 武陵線
10. 建崗 - 林場線

1968年深窩 - 大坪線解編。1969年金瓜石 - 水湳洞線改編鄉道北34線。之後數年未有變動直至1972年－1975年間有些許變動但未見於公報中。1973年藤坪 - 玻璃砂廠線解編。1975年興隆 - 指南宮線解編。1976年底統計專用公路計33線共373.321km（公報記錄上自該年度起首見X專N線的稱呼）：
1. 坪林 - 二坪線（桃專1），首編於1967年同名路線
2. 三林 - 打鐵坑線（桃專2），首編於1967年上林村 - 打鐵坑線
3. 打鐵坑 - 二坪線（桃專3），首編於1967年同名路線
4. 玉山 - 赤柯山線（竹專1），首編於1963年同名路線
5. 清泉 - 鹿場線（竹專2），首編於1963年同名路線
6. 東勢 - 大雪山線（中專1），首編於1962年同名路線
7. 青山電廠線（中專2），首編於1966年同名路線
8. 210林道線（中專3），首編於1966年同名路線
9. 220林道線（中專4），首編於1966年同名路線
10. 230林道線（中苗專5），首編於1966年同名路線
11. 240林道線（中專6），首編於1966年同名路線
12. 烏石坑 - 第六苗圃線（中專7），本年度新編路線
13. 瑞竹 - 樟崙線（投專1），本年度新編路線
14. 大坑 - 嶺頭山線（投專2），本年度新編路線
15. 筍子林 - 鹿子坑線（投專3），本年度新編路線
16. 合流坪 - 丹大線（投專4），本年度新編路線
17. 郡溪口 - 郡坑溪線（投專5），本年度新編路線
18. 溪頭 - 愛國村線（投專6），本年度新編路線
19. 鳳凰山 - 筆石線（投專7），本年度新編路線
20. 羅娜 - 鹿屈山線（投專8），本年度新編路線
21. 桐子林 - 同富山線（投專9），本年度新編路線
22. 阿里山 - 祝山線（嘉專1），本年度新編路線
23. 風吹嶺 - 照興線（嘉南專2），本年度新編路線
24. 澄清湖環湖道路線（高專1），首編於1963年同名路線
25. 崎漏 - 竹滬線（高專2），本年度新編路線
26. 枋山 - 國際電臺線（屏專1），首編於1967年同名路線
27. 林班 - 紅石線（東專1），首編於1966年同名路線
28. 林班 - 武陵線（東專2），首編於1967年同名路線
29. 林場 - 建崗線（東專3），首編於1967年同名路線
30. 清水發電廠 - 揚清橋線（花專1），本年度新編路線
31. 鳳林 - 中原農場線（花專2），本年度新編路線
32. 大興 - 農場線（花專3），本年度新編路線
33. 大興山下 - 大興線（花專4），本年度新編路線

後又陸續新增路線（1977年中專8線、1981年嘉專1-1線、1994年屏專2線、2003年宜專1線），也改編、解編部分原有路線（1981年再改編中專8線和嘉專1線，1982年改編投專1線，之後投專2線、花專4線解編）。2005年統計，專用公路共35條（含支線），總長度414公里：
| 編號      | 起點       | 終點       | 里程   | 別稱                   | 備註                                   |
| --------- | ---------- | ---------- | ------ | ---------------------- | -------------------------------------- |
| 桃專1線   | 打鐵坑     | 二坪       | 3.234  | 環湖公路               |                                        |
| 桃專2線   | 三林       | 打鐵坑     | 1.772  |                        | 與桃65線重疊                           |
| 桃專3線   | 坪林       | 二坪       | 3.424  | 後池堰環狀道路         |                                        |
| 竹專1線   | 玉山       | 赤科山     | 3.950  | 竹30-1線、亞泥礦場道路 |                                        |
| 竹專2線   | 清泉       | 鹿場       | 4.150  |                        | 今 縣道122號的一部分與大鹿林道的一部分 |
| 中專1線   | 東勢       | 大雪山     | 78.000 | 大雪山林道             |                                        |
| 中專2線   | 青山       | 電廠       | 1.713  | 青山電廠道路           |                                        |
| 中專3線   | 稍來山     | 中苗縣界   | 21.700 | 船型山林道             |                                        |
| 中專4線   | 大雪山路   | 鞍馬山     | 22.000 | 平石山林道             |                                        |
| 中苗專5線 | 大雪山     | 中苗縣界   | 29.000 | 西勢山林道             |                                        |
| 中專6線   | 大雪山路   | 小雪山下   | 5.780  | 小雪山林道             |                                        |
| 中專7線   | 烏石坑     | 第六苗圃   | 6.600  | 烏石坑林道             |                                        |
| 中專8線   | 溫雅寮     | 麗水       | 12.165 | 台中港南堤路           |                                        |
| 投專1線   | 溪頭       | 阿里山     | 17.355 | 杉林溪公路             |                                        |
| 投專3線   | 筍子林     | 鹿子坑     | 5.072  | 鹿山路                 |                                        |
| 投專4線   | 合流坪     | 丹大       | 37.000 | 丹大林道               |                                        |
| 投專5線   | 郡溪口     | 郡坑溪     | 2.258  | 三十甲產業道路         |                                        |
| 投專6線   | 溪頭       | 愛國村     | 11.232 | 鳳凰林道               |                                        |
| 投專7線   | 鳳凰山     | 筆石       | 8.263  | 鳳凰山登山步道         |                                        |
| 投專8線   | 羅娜       | 鹿屈山     | 11.285 | 信筆巷                 |                                        |
| 投專9線   | 桐子林     | 同富山     | 15.073 |                        | 新中橫公路舊線                         |
| 嘉專1線   | 阿里山     | 祝山       | 4.667  | 祝山林道               |                                        |
| 嘉專1-1線 | 阿里山     | 管制站     | 0.936  | 阿里山旅館區環形公路   |                                        |
| 嘉南專2線 | 風吹嶺     | 照興       | 15.609 | 曾庫公路               |                                        |
| 高專1線   | 水族館     | 環湖路出口 | 4.160  | 澄清湖環湖公路         |                                        |
| 高專2線   | 崎漏       | 竹滬       | 4.923  |                        |                                        |
| 屏專1線   | 枋山       | 國際電台   | 2.253  | 枋山電台聯外道路       |                                        |
| 屏專2線   | 墾丁       | 墾丁公園   | 3.940  | 公園路                 |                                        |
| 宜專1線   | 土場       | 太平山莊   | 24.496 | 太平山公路             |                                        |
| 花專1線   | 清水發電廠 | 揚清橋     | 3.150  | 清水溪電廠道路         |                                        |
| 花專2線   | 鳳林       | 中原農場   | 2.950  |                        |                                        |
| 花專3線   | 大興       | 農場       | 3.000  |                        |                                        |
| 東專1線   | 林班       | 紅石       | 16.206 | 紅石林道               |                                        |
| 東專2線   | 林班       | 武陵       | 16.540 | 武陵林道               |                                        |
| 東專3線   | 林場       | 建崗       | 11.800 | 知本林道               |                                        |

2007年，投專1線改編鄉道投95線。2016年，鄉道屏35線解編瑪家部落－舊筏灣部落路段，該路段經公告編為屏專5線；奧萬大聯外道路經公告編為投專10線。2020年，中專2線、中專8線經臺中市政府公告廢止；德大道路經屏東縣政府公告編為屏專6線。